# Xyccarph
Genre
Xyccarph est un genre d'araignées aranéomorphes de la famille des Oonopidae.

## Distribution
Les espèces de ce genre sont endémiques du Brésil.

## Liste des espèces
Selon World Spider Catalog (version 15.0, 2014) :
- Xyccarph migrans Höfer & Brescovit, 1996
- Xyccarph myops Brignoli, 1978
- Xyccarph tenuis (Vellard, 1924)
- Xyccarph wellingtoni Höfer & Brescovit, 1996

## Publication originale
- Brignoli, 1978 : Spinnen aus Brasilien IV. Zwei neue blinde Bodenspinnen aus Amazonien (Arachnida, Araneae). Beitrage zur naturkunde Forschung Südwest-Deutschland, vol. 37, p. 143-147 (« texte intégral »(Archive.org • Wikiwix • Archive.is • Google • Que faire ?)).